# Балухатый, Сергей Дмитриевич
Серге́й Дми́триевич Балуха́тый (1893, Феодосия — 1945, Ленинград) — советский литературовед, библиограф, член-корреспондент АН СССР (1943).

## Биография
Родился в Феодосии 12 (24) марта 1893 года. В 1912 году окончил Таганрогскую гимназию с золотой медалью. Уже в юности публиковался в местных газетах — писал на литературные темы.
В 1916 году окончил историко-филологический факультет Петроградского университета. В 1919—1923 гг. — профессор Самарского, затем, до конца жизни — Ленинградского университетов. С 1930 года руководил отделом русской литературы XX века в Институте русской литературы АН СССР (Пушкинский дом). Исследования С. Д. Балухатого посвящены, главным образом, творчеству М. Горького и А. П. Чехова. Пережил блокаду.
Скончался 2 апреля 1945 года в Ленинграде от злокачественной гипертонии 2 апреля 1945 года в Ленинграде. Похоронен на Литераторских мостках на Волковском кладбище.
Жена: Люция Федоровна Балухатая (?—1945) — балерина Мариинского театра. Похоронена рядом с мужем.

## Основные работы
- Теория литературы: Аннотированная библиография. Ч. 1. Л., 1929;
- Критика о М. Горьком. Библиография статей и книг. 1893—1932. — М. — Л., 1934;
- Литературная работа М. Горького. Список первопечатных текстов и авторизованных изданий 1892—1934. — М. — Л., 1936;
- Чехов-драматург. — Л., 1936;
- Вопросы изучения драматургии М. Горького. — М. — Л., 1938;
- Горьковский семинарий. — Л., 1946.
- Вопросы поэтики. — Л., 1990.